# Edmond Leburton
Edmond Jules Isidore Leburton (*  18. April 1915 in Lantremange, Provinz Lüttich; † 18. Juni 1997 in Waremme) war ein belgischer sozialistischer Politiker und von Januar 1973 bis April 1974 Premierminister Belgiens.

## Ausbildung und Zweiter Weltkrieg
Leburton absolvierte 1933 bis 1937 ein Studium der Politik- und Sozialwissenschaften an der Universität von Lüttich. Anschließend arbeitet er als Beamter im Ministerium für Beschäftigung und für soziale Angelegenheiten. Nach dem Einmarsch der Wehrmacht in Belgien 1940 wurde er gefangen genommen und trat nach seiner Flucht der Widerstandsbewegung bei und war einige Zeit Befehlshaber einer Einheit der belgischen „Résistance“.
Nach dem Ende des Zweiten Weltkrieges nahm er seine Arbeit im Sozialministerium wieder auf und war in dieser Funktion einer der Hauptautoren der belgischen Sozialversicherung.

## Politische Laufbahn

### Abgeordneter und Parlamentspräsident
Von 1946 bis 1981 war er Mitglied der Abgeordnetenkammer; dort vertrat er die Sozialistische Partei (PSB) für das Arrondissement Huy-Waremme.
Am 7. Juni 1977 wurde er zum Präsidenten der Abgeordnetenkammer gewählt. Von diesem Amt trat er am 14. November 1978 zurück.

### Minister und Parteivorsitzender
Vom 23. April 1954 bis zum 26. Juni 1958 war er Minister für Volksgesundheit und Familien im Kabinett seines flämischen Parteifreundes Achille Van Acker. Vom 25. April 1961 bis zum 28. Juli 1965 war er im Kabinett von Théo Lefèvre Minister für soziale Vorsorge. In diesen Ämtern legte er Gesetze zur Kontrolle der Pharmaindustrie, zur Förderung der medizinischen Forschung sowie zur Vergütung der Ärzte vor.
Anschließend war er bis zum 19. März 1966 in der Regierung von Pierre Harmel Stellvertretender Premierminister sowie verantwortlicher Minister für die Koordination der Infrastrukturpolitik.
Von 1969 bis 1971 war er schließlich Wirtschaftsminister im Kabinett von Gaston Eyskens. In dieser Funktion erarbeitete er ein Gesetz zur Förderung der wirtschaftlichen Expansion, war aber zugleich dem Streik der Bergarbeiter von Campine ausgesetzt. Nach seiner Wahl zum Vorsitzenden der PSB 1971 trat er als Wirtschaftsminister zurück. Zugleich wurde ihm der Ehrentitel „Staatsminister“ verliehen.

### Premierminister 1973 bis 1974
Am 26. Januar 1973 wurde er als Nachfolger von Eyskens zum Premierminister gewählt. Seine Regierung, die sich bemühte, die Reform der Verfassung und damit die Bildung der Regionen abzuschließen, musste durch die Streiks der Hafenarbeiter und der Schüler gegen die Reform der Armee, die Demonstrationen gegen die Abtreibung, die Ölkrise und schließlich die "Ibramco-Affäre" bereits am 25. April 1974 ihren Rücktritt einreichen. Leburton war bis zur Ernennung von Elio Di Rupo im Dezember 2011 zugleich der letzte französischsprachige und sozialistische Premierminister von Belgien.